# 假面浪人
假面浪人（日文：仮面浪人，假名：かめんろうにん），是日本社会上的一种称呼，指代已经考入了某所大学并在读，但仍在准备参加其他大学或其他学部入学考试的学生。日本将大学重考生称为浪人。而一边是大学生身份，一边又在重新考大学的人，就好似带着面具的浪人，故此得名。